# Kalobittacus bimaculatus
Kalobittacus bimaculatus är en näbbsländeart som beskrevs av Peter Esben-Petersen 1914. 
Kalobittacus bimaculatus ingår i släktet Kalobittacus och familjen styltsländor. Inga underarter finns listade i Catalogue of Life.